# Американский акт восстановления и реинвестирования 2009 года
Американский акт о восстановлении и реинвестировании 2009 года (ARRA), сокращ. Закон о восстановлении — пакет стимулирования, принятый 111-м конгрессом США и подписанный президентом Бараком Обамой в феврале 2009 года.
Разработан в ответ на великую рецессию. Основная цель этого федерального устава состояла в том, чтобы сохранить существующие рабочие места и создавать новые как можно скорее. Другие цели состояли в том, чтобы предоставить временные программы по оказанию помощи для тех, кто наиболее затронут рецессией и инвестировать в инфраструктуру, образование, здравоохранение и возобновляемую энергию.
Ориентировочная стоимость пакета экономического стимула была оценена на сумму 787 миллиардов долларов на момент прохождения, позже пересмотрена до 831 млрд. долл. США между 2009 и 2019 годом. Обоснование ARRA было основано на кейнсианской экономической теории о том, что во время рецессий правительство должно компенсировать снижение частных расходов с увеличением государственных расходов, чтобы спасти работу и прекратить дальнейшее экономическое ухудшение.
Политика вокруг стимула была очень спорной. Он стимулировал движение чаепития и, возможно, способствовал республиканцам, выигравшим в доме в 2010 году. Ни один из республиканских членов Палаты представителей не проголосовал за стимул. За него проголосовало только три сенатора-республиканца. Большинство экономистов утверждают, что стимул был меньше, чем необходимо. Исследования экономистов показывают единодушное мнение о том, что стимул привел к сокращению безработицы, и что его преимущества перевесили затраты.